# 新娘潭巴士總站
新娘潭巴士總站（英文：Bride's Pool Bus Terminus）是香港的一個巴士總站，位於北區新娘潭路。本站位處大埔區與北區交界綫的西北面，在北區範圍之中。現有1條專利巴士路線途經此站。

## 歷史
新娘潭是船灣郊野公園的一部份，由於新娘潭瀑布及鄰近地區風景優美，假日期間吸引不少人遊玩。
九巴早於1973年已提供冬季假日巴士服務，當時路線編號為75，後來又先後改稱75A和75R，直至於1988年4月停辦。九巴於1997年6月復辦來往新娘潭及大埔墟的假日巴士服務，路線編號為275R。
新娘潭巴士總站位於停車場路邊，巴士休息時需先倒車，駛入旅遊車站停泊。由於大埔區與北區的交界綫劃於新娘潭附近，新娘潭巴士總站剛好在交界綫的西北面，故此站位於北區，其東南面則屬大埔區船灣。

## 途徑路線資料（巴士）

### 九龍巴士275R線
- 大埔墟站 ↔ 烏蛟騰

於1997年6月8日投入服務，來往烏蛟騰和大埔墟站,2020年2月23日延長至烏蛟騰，此站轉型為中途站。